# HFC Haarlem in het seizoen 1979/80
Het seizoen 1979/1980 was het 26e jaar in het bestaan van de Haarlemse betaaldvoetbalclub Haarlem. De club kwam uit in de Eredivisie en eindigde daarin op de 18e plaats, dit betekende rechtstreekse degradatie naar de Eerste divisie. Tevens deed de club mee aan het toernooi om de KNVB Beker, hierin werd in de tweede ronde verloren van Ajax (2–4).

## Wedstrijdstatistieken

### Eredivisie
|       | Ajax  | AZ '67 | Excelsior | Feyenoord | Go Ahead Eagles | FC Den Haag | MVV   | NAC   | N.E.C. | PEC Zwolle | PSV   | Roda JC | Sparta Rotterdam | FC Twente '65 | FC Utrecht | Vitesse | Willem II |
| ----- | ----- | ------ | --------- | --------- | --------------- | ----------- | ----- | ----- | ------ | ---------- | ----- | ------- | ---------------- | ------------- | ---------- | ------- | --------- |
| Thuis | 1 – 3 | 0 – 3  | 1 – 5     | 0 – 2     | 2 – 3           | 1 – 1       | 2 – 2 | 1 – 0 | 2 – 1  | 1 – 1      | 1 – 4 | 1 – 3   | 5 – 3            | 0 – 0         | 0 – 2      | 3 – 1   | 3 – 1     |
| Uit   | 1 – 1 | 2 – 0  | 1 – 2     | 1 – 1     | 2 – 1           | 2 – 1       | 4 – 1 | 1 – 0 | 0 – 0  | 3 – 0      | 5 – 0 | 1 – 2   | 3 – 0            | 2 – 2         | 1 – 0      | 1 – 1   | 2 – 2     |

### KNVB Beker
| 2e ronde                                       | Haarlem                     | 2 – 4 (1 – 2) | Ajax                                                      |
| 14 oktober 1979 Plaats: Haarlem Jan Gijzenkade | Martin Haar 2' Wim Balm 88' |               | 30' Henning Jensen 32', 54' Frank Arnesen 84' Søren Lerby |

## Statistieken Haarlem 1979/1980

### Eindstand Haarlem in de Nederlandse Eredivisie 1979 / 1980
| Stand | Gespeeld | Gewonnen | Gelijk | Verloren | Punten | Doelpunten voor | Doelpunten tegen |
| ----- | -------- | -------- | ------ | -------- | ------ | --------------- | ---------------- |
| 18e   | 34       | 7        | 10     | 17       | 24     | 38              | 67               |

### Topscorers
| #      | Naam            | Goal |
| ------ | --------------- | ---- |
| 1.     | Gerrie Kleton   | 9    |
| 2.     | Joop Böckling   | 7    |
| 3.     | Frank Kramer    | 5    |
| 4.     | Ruud Gullit     | 4    |
| 4.     | Martin Haar     | 4    |
| 6.     | Terry Hendriks  | 3    |
| 7.     | Chris Verkaik   | 2    |
| 8.     | Wim Balm        | 1    |
| 8.     | Abe van den Ban | 1    |
| 8.     | Piet Huyg       | 1    |
| 8.     | Keith Masefield | 1    |
| Totaal | Totaal          | 38   |

| #      | Naam        | Goal |
| ------ | ----------- | ---- |
| 1.     | Wim Balm    | 1    |
| 1.     | Martin Haar | 1    |
| Totaal | Totaal      | 2    |

## Voetnoten
Ajax ·
AZ '67 ·
Excelsior ·
Feyenoord ·
Go Ahead Eagles ·
FC Den Haag ·
Haarlem ·
MVV ·
NAC ·
N.E.C. ·
PEC Zwolle ·
PSV ·
Roda JC ·
Sparta ·
FC Twente '65 ·
FC Utrecht ·
Vitesse ·
Willem II